# Beauvoir-en-Royans
Beauvoir-en-Royans – miejscowość i gmina we Francji, w regionie Owernia-Rodan-Alpy, w departamencie Isère.
Według danych na rok 1990 gminę zamieszkiwało 59 osób, a gęstość zaludnienia wynosiła 28 osób/km² (wśród 2880 gmin regionu Rodan-Alpy Beauvoir-en-Royans plasuje się na 1559. miejscu pod względem liczby ludności, natomiast pod względem powierzchni na miejscu 1686.).
Przez gminę przepływa rzeka Isère. 